# Oxyelophila
Oxyelophila és un gènere d'arnes de la família Crambidae. El gènere va ser descrit per William Trowbridge Merrifield Forbes el 1922.

## Taxonomia
- Oxyelophila callista (Forbes, 1922)
- Oxyelophila harpalis (Snellen, 1901)
- Oxyelophila lanceolalis (Hampson, 1897)
- Oxyelophila melanograpta (Hampson, 1917)
- Oxyelophila micropalis (Hampson, 1906)
- Oxyelophila necomalis (Dyar, 1914)
- Oxyelophila puralis (Schaus, 1912)
- Oxyelophila ticonalis (Dyar, 1914)